# Cadillac Ranch (película)
Cadillac Ranch es una película estadounidense de acción, aventura y comedia de 1996, dirigida por Lisa Gottlieb, escrita por Jennifer Cecil, en la fotografía estuvo Bruce Douglas Johnson y el elenco está integrado por Jim Metzler, Joe Stevens, Bill Wise y Christopher Lloyd, entre otros. El filme fue realizado por BMG Independents, Davis Entertainment Classics y Front Street Pictures, se estrenó el 13 de enero de 1996.

## Sinopsis
Un hombre abandonó a sus 3 hijas cuando eran chiquitas, tiempo después ellas se enteran de que falleció en la cárcel y les deja pistas acerca de la plata oculta de un atraco. Pero hay una dificultad, un exdiputado que fue parte del robo, también quiere hacerse con el dinero y las persigue hasta el sitio.